# Интервью с котом Леопольдом
«Интервью́ с кото́м Леопо́льдом» — советский анимационно-игровой фильм-интервью, снятый по заказу Главной редакции музыкальных программ ЦТ специально для показа в  передаче «Голубой огонёк» в новогоднюю ночь 31 декабря 1984.  

## Сюжет
На новогоднем «Голубом огоньке» 1984—1985 советский киновед Даль Орлов интервьюирует мультипликационного Кота Леопольда, главного героя серии мультфильмов «Приключения кота Леопольда». В конце интервью Леопольд поздравляет всех зрителей с Новым годом, поправляет бабочку и произносит свою неизменную фразу: «Ребята, давайте жить дружно!».

## Съёмочная группа
- автор сценария — Аркадий Хайт
- режиссёр — Анатолий Резников
- художник-постановщик — Вячеслав Назарук
- оператор — Эрнст Гаман
- звукорежиссёр — Осмонкул Абдибаитов
- звукооператор — Нелли Кудрина
- роль кота Леопольда озвучил: Андрей Миронов
- художники-мультипликаторы: Валерий Токмаков, Семён Петецкий, Наталья Базельцева
- монтажёр — Галина Дробинина
- редактор — Валерия Медведовская
- директор — Зинаида Сараева

## Съёмки
Изначально было создано 3 минуты 50 секунд мультипликационного фильма, где присутствовал только произносящий ответы Леопольд на чёрном фоне; вся эта часть была озвучена Андреем Мироновым. При окончательном монтаже, когда соединяли мультипликационную часть и реальные съёмки задающего вопросы Орлова, в фильм были включены не все реплики Леопольда, в итоге экранное время уменьшилось до 2 минут 36 секунд.
После новогодней ночи 1984-1985 гг. фильм больше никогда не демонстрировался на телевидении, в отличие от других мультфильмов про Леопольда, которые показывали довольно часто. Позднее, в 1990-е годы, стали выпускаться пиратские видеокассеты со сборниками этих мультфильмов. В некоторые из этих сборников были включены как окончательный вариант «Интервью с котом Леопольдом», так и версия, содержащая только мультипликационную часть.